# كأس الأمم الأفرو آسيوية
كأس الأمم الأفرو آسيوية كانت منافسة كرة قدم دولية تجمع بين بطل كأس الأمم الأفريقية وبطل كأس أمم آسيا أو صاحب الميدالية الذهبية في دورة كرة القدم للألعاب الآسيوية. بعد عام 1997 توقفت البطولة بسبب إقرار الاتحاد الدولي لكرة القدم لبطولة كأس القارات بشكل رسمي، و لم تلعب بعدها إلا في مباراة واحدة عام 2007 في أوساكا بين المنتخب الياباني بطل كأس آسيا 2004 والمنتخب المصري بطل كأس الأمم الأفريقية 2006.

## نتائج النهائيات
| السنة | الُمضيف       |                  | النهائي                 | النهائي      | النهائي |
| السنة | الُمضيف       | فريق 1           | النتيجة                 | فريق 2       |         |
| ----- | ------------ | ---------------- | ----------------------- | ------------ | ------- |
| 1978  | إيران        | · إيران          | 3–0                     | · غانا       |         |
| 1978  | غانا         | · إيران          | ألغيت                   | · غانا       |         |
| 1985  | الكاميرون    | · الكاميرون      | 4–1                     | · السعودية   |         |
| 1985  | السعودية     | · الكاميرون      | 1–2                     | · السعودية   |         |
| 1987  | قطر          | · كوريا الجنوبية | 1–1 (ب.و.إ) (4–3 ر.ج.ت) | · مصر        |         |
| 1991  | إيران        | · إيران          | 2–1                     | · الجزائر    |         |
| 1991  | الجزائر      | · إيران          | 0–1                     | · الجزائر    |         |
| 1993  | اليابان      | · اليابان        | 1–0 (ب.و.إ)             | · ساحل العاج |         |
| 1995  | أوزبكستان    | · أوزبكستان      | 2–3                     | · نيجيريا    |         |
| 1995  | نيجيريا      | · أوزبكستان      | 0–1                     | · نيجيريا    |         |
| 1997  | جنوب أفريقيا | · جنوب إفريقيا   | 1–0                     | · السعودية   |         |
| 1997  | السعودية     | · جنوب إفريقيا   | 0–0                     | · السعودية   |         |
| 2007  | اليابان      | · اليابان        | 4–1                     | · مصر        |         |

## كأس الأمم الأفرو آسيوية 2007
| اليابان                                                    | 1-4 | مصر         |
| ---------------------------------------------------------- | --- | ----------- |
| يوشيتو أوكوبو 21'، 42' · ريوتشي مايدا 53' · أكيرا كاجي 68' |     | 58'محمد فضل |

## قائمة المنتخبات الفائزة بالبطولة
| الترتيب | النادي         | عدد البطولات | عدد النهائيات |
| ------- | -------------- | ------------ | ------------- |
| 1       | اليابان        | 2            | 0             |
| 2       | الجزائر        | 1            | 0             |
| -       | الكاميرون      | 1            | 0             |
| -       | كوريا الجنوبية | 1            | 0             |
| -       | نيجيريا        | 1            | 0             |
| -       | جنوب أفريقيا   | 1            | 0             |